# Mieczków (Kostomłoty)
Mieczków (deutsch Metschkau) ist ein Ort in der Landgemeinde Kostomłoty (Kostenblut) im Powiat Średzki der Woiwodschaft Niederschlesien in Polen.

## Lage
Mieczków liegt etwa sieben Kilometer westlich von Kostomłoty (Kostenblut) und 14 Kilometer südlich von  Środa Śląska (Neumarkt in Schlesien). Nachbarorte sind Gościsław (Bertholdsdorf) im Südwesten, Pielaszkowice (Pläswitz) im Nordwesten, Osiek (Ossig) im Süden, Wichrów (Weicherau) im Osten.

## Geschichte
Der Ort erscheint 1370 urkundlich als „Metschkow“. Nach dem Ersten Schlesischen Krieg fiel Metschkau mit dem größten Teil von Schlesien 1741/42 an Preußen. Die alten Verwaltungsstrukturen wurden aufgelöst und Metschkau in den Landkreis Striegau eingegliedert, mit dem es bis zu seiner Auflösung 1932 verbunden blieb. 1845 war der Besitzer des Gutes ein Freiherr von Buddenbrock auf Pläswitz. Damals bestand das Dorf aus 62 Häusern, einer Freischoltisei, 425 Einwohnern (37 katholisch und der Rest evangelisch), eine 1742 errichtete evangelische Pfarrkirche,  eine 1742 gegründete evangelische Schule, eine katholische Majoratskirche mit Widum, eine Windmühle, eine Brennerei, zwei Schankhäuser, 16 Handwerker und zwei Krämer. Nach der Auflösung des Landkreises Striegau wurde Metschkau 1932 dem Landkreis Neumarkt angeschlossen.
Als Folge des Zweiten Weltkriegs fiel Metschkau 1945 an Polen und wurde in Mieczków umbenannt. Die einheimische deutsche Bevölkerung wurde in der Folgezeit, soweit sie nicht schon vorher geflohen war, vertrieben. Die neu angesiedelten Bewohner waren zum Teil Heimatvertriebene aus Ostpolen. Von 1975 bis 1998 gehörte Mieczków zur Woiwodschaft Breslau.

## Sehenswürdigkeiten
- Römisch-katholische St.-Andreas-Bobola-Kirche aus dem 15. bis 17. Jahrhundert
- ehemalige evangelisch-lutherische Pfarrkirche aus dem Ende des 19. Jahrhunderts

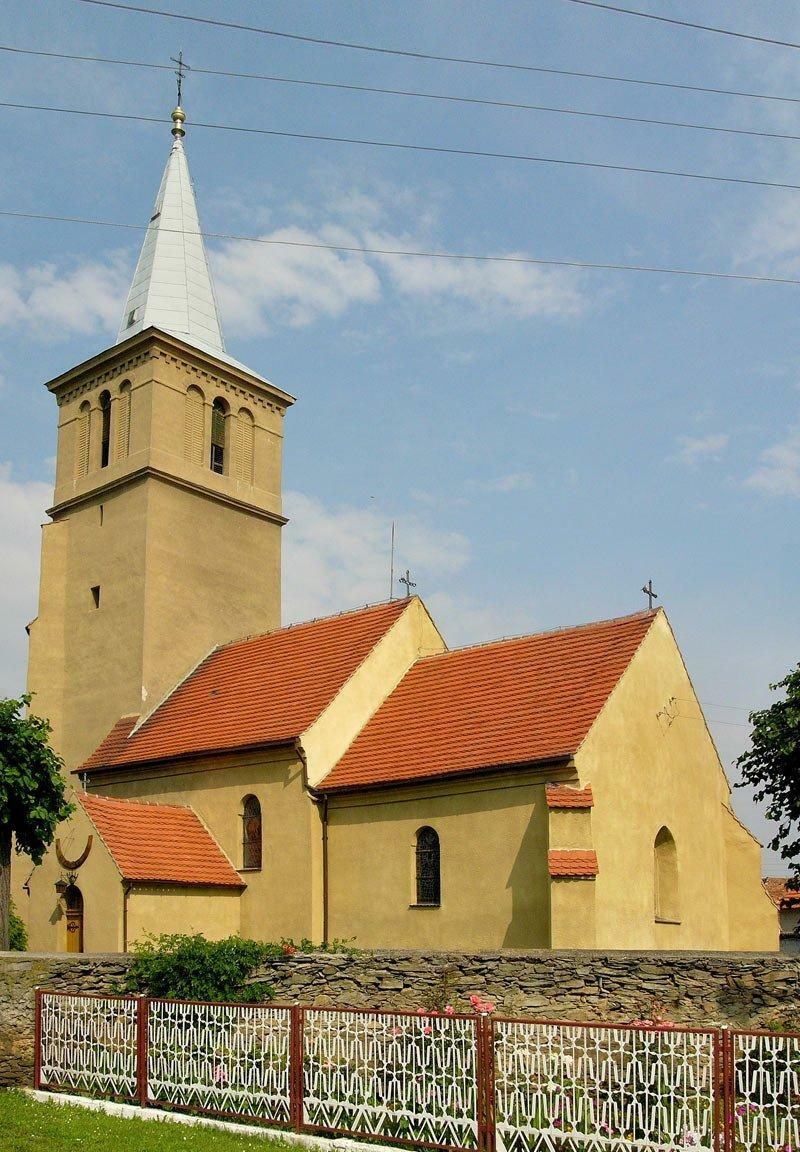
Römisch-katholische St.-Andreas-Bobola-Kirche
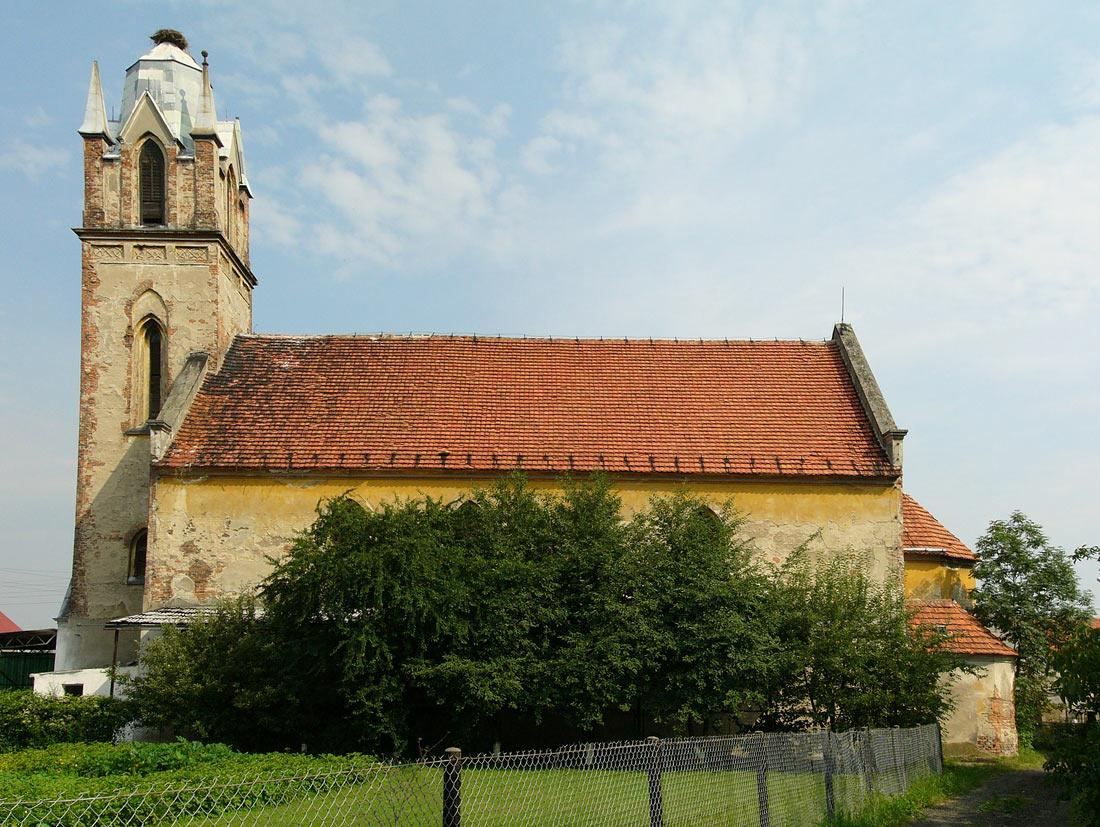
Ehemalige evangelisch-lutherische Pfarrkirche

## Persönlichkeiten
- Adalbert Falk (1827–1900), preußischer Kultusminister und Präsident des Oberlandesgerichts Hamm, MdR